# Bubbiano
Bubbiano település Olaszországban, Lombardia régióban, Milánó megyében. Lakosainak száma 2478 fő (2023. január 1.). Bubbiano Calvignasco, Casorate Primo, Morimondo és Rosate községekkel határos.

## Népesség
A település népességének változása:
| Lakosok száma | 2388 | 2401 | 2400 | 2478 |
|               | 2013 | 2017 | 2018 | 2023 |